# Cyphostemma adenopodum
Cyphostemma adenopodum es una especie de planta trepadora perteneciente a la familia Vitaceae. Es originaria de los trópicos de África.

## Descripción
Es una planta trepadora herbácea que llega a medir varios metros de largo desde un rizoma tuberoso; los tallos son rojos cuando son jóvenes, con glándulas cubiertad de densos pelos multicelulares rojizos, los tallos más viejos son oscuros, ± leñosos, ± glabros, con zarcillos presentes. 

## Distribución y hábitat
Se encuentra en las selvas tropicales (primaria o secundaria); en el bosque de galería, en los barbechos en los bosques, entre  las rocas graníticas, los bordes del bosque, en zonas de regeneración después del cultivo y bordes de caminos. Aparece a una altitud de 	10-1200 m altura en Bioko Fernando Poo.

## Taxonomía
Cyphostemma adenopodum fue descrita por (Sprague) Desc. y publicado en Naturalia monspeliensia. Série botanique. 18: 218, en el año 1967.
Sinonimia
- Cyphostemma rowlandii (Gilg & M.Brandt) Desc. (1967)
- Cissus adenopoda Sprague basónimo
- Cissus rowlandii Gilg & M.Brandt[3]